# 山口裕之 (ヴァイオリニスト)
山口 裕之（やまぐち ひろゆき、1953年11月5日 - ）は、東京都出身の、日本のヴァイオリニスト。

## 人物・来歴

### 大学時代まで
ヴァイオリンを鷲見三郎に師事する。
1967年、中学2年生の時、第21回全日本学生音楽コンクール東京大会中学生の部で第2位を受賞した。
1969年、桐朋女子高等学校音楽科（共学）に入学、その年、高校1年生で第23回全日本学生音楽コンクール全国大会で第1位を受賞した。
1972年、桐朋学園大学音楽学部に進み、1975年、第44回日本音楽コンクールで1位なしの2位に入賞、大学在学中に東京フィルハーモニー交響楽団に研究員として入団した。

### 大学卒業後
1976年、同大学音楽学部を卒業し、東京フィルのコンサートマスターに就任した。
1979年、同楽団を退団し、NHK交響楽団に入団、1984年6月、NHK交響楽団のコンサートマスターに就任した。以降長きにわたりN響の第1コンサートマスターを務めていたが、2013年11月付で同団を定年退団した。

## 室内楽
1977年、民音コンクール室内楽の部で1位なしの第2位を受賞した。1983年、ゼフィルス弦楽四重奏団を結成し、1988年から3年間、カザルスホールの専属四重奏団だった。1992年10月に設立された鎌倉芸術館ゾリステンに参加。

## 教職
永年にわたって続いたオーケストラ活動を2013年11月の定年退職をもって全て引退し、以後は後進の指導に専念している。1988年から2010年まで21年間携わった東京藝術大学非常勤講師をはじめ、桐朋学園大学非常勤講師（1984年 - ）、尚美学園大学客員教授（2006年 - ）、東京音楽大学客員教授（2011年 - ）、洗足学園音楽大学アンサンブルアカデミー客員教授（2012年 - ）などを務めている。